# NGC 2330
NGC 2330 = IC 457 ist eine elliptische Galaxie vom Hubble-Typ E3 im Sternbild Luchs am Nordsternhimmel. Sie ist schätzungsweise 217 Millionen Lichtjahre von der Milchstraße entfernt und hat einen Durchmesser von etwa 25.000 Lichtjahren.

Im selben Himmelsareal befinden sich u. a. die Galaxien NGC 2332, IC 458, IC 459, IC 460.
Das Objekt wurde am 2. Januar 1851 vom irischen Astronomen Bindon Blood Stoney, einem Assistenten von William Parsons, entdeckt.